# Jan Rosen

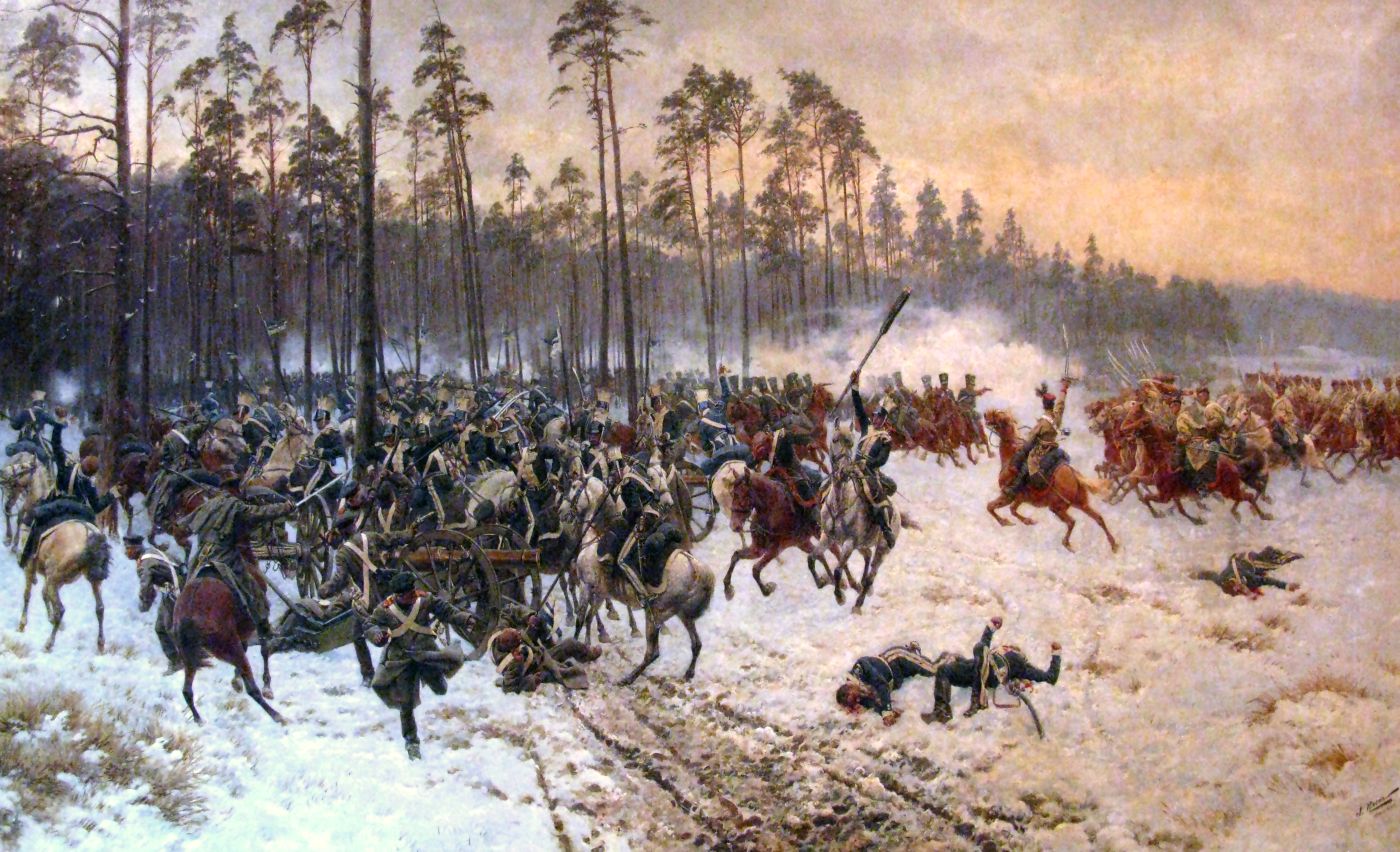
Bitwa pod Stoczkiem

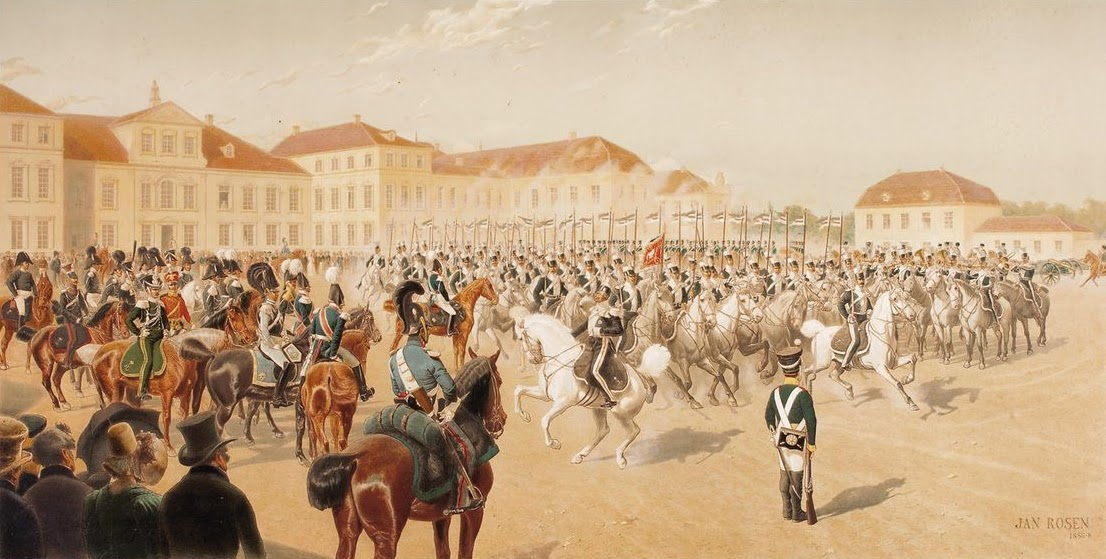
Rewia na Placu Saskim przed wielkim księciem Konstantym w 1824 roku

Jan Bogumił Rosen (ur. 16 października 1854 w Warszawie, zm. 8 listopada 1936 tamże) – polski artysta malarz.

## Życiorys
Już w dzieciństwie pobierał lekcje rysunku – w Dreźnie u Henryka Redlicha i w Warszawie u Franciszka Kostrzewskiego. Później studiował w Monachium – w Akademii Sztuk Pięknych (na początku listopada 1872 zgłosił się do Antikenklasse) i w prywatnej pracowni Józefa Brandta – a także w Paryżu w Państwowej Wyższej Szkole Sztuk Pięknych u Isidora Pilsa i Jean-Léon Gérôme’a. Długo przebywał poza krajem; podróżował po Europie, mieszkał w Monachium, Paryżu i w Lozannie. W 1891 został nadwornym malarzem dworu petersburskiego. Powrócił do Polski w 1921.
Malował przede wszystkim obrazy o tematyce wojskowej, sceny batalistyczne z czasów napoleońskich i powstania listopadowego oraz obrazy rodzajowe z ulubionym motywem jeźdźców i koni. 
2 maja 1924 został odznaczony Krzyżem Oficerskim Orderu Odrodzenia Polski „za zasługi, położone na polu pracy artystycznej”. 
Pochowany w grobowcu rodzinnym na cmentarzu ewangelicko-augsburskim w Warszawie (aleja 18, grób 11).
Był mężem Wandy Hantke (1865–1936), córki Bernarda Ludwika Hantke, z którą miał troje dzieci:
- Jana Henryka (1891–1982) – malarza i autora fresków w katedrze ormiańskiej we Lwowie.
- Marię (1894-1987), od 1931 żonę dyplomaty Jana Wszelakiego (1894–1965).
- Zofię (1897–1979), artystkę rzeźbiarkę.

## Niektóre prace
- Bitwa pod Stoczkiem, 1890.
- Rewia na Placu Saskim przed wielkim księciem Konstantym w 1824 roku.

## Ordery i odznaczenia
- Krzyż Oficerski Orderu Odrodzenia Polski (2 maja 1924)[2][5]
- Złoty Krzyż Zasługi (9 listopada 1932)[6]
- Kawaler Orderu Legii Honorowej (Francja)[7]